# Castello di Vallingegno
Il castello di Vallingegno sorge nei pressi dell'abbazia benedettina di San Verecondo de Spissis (o di Vallingegno), lungo la strada Gubbio-Perugia, pochi chilometri prima della località di Scritto.
Oggi di proprietà privata, la sua costruzione è probabilmente anteriore al 1300 e "faceva parte del sistema difensivo sulla destra del Chiascio, insieme al castello di Petroia e a quello di Biscina".
Anticamente era un feudo della famiglia Gabrielli, in seguito, durante il Medioevo, ebbe un ruolo importante per presidiare il tratto di strada tra Gubbio e Valfabbrica.